# Vlaggen van staten met beperkte erkenning
Dit artikel geeft een overzicht van vlaggen van staten met beperkte erkenning.

## Uitleg
Onderstaand overzicht betreft staten die internationaal geen of amper erkenning hebben, maar wel als staat gezien kunnen worden omdat ze over de volgende kenmerken beschikken:
- een bevolking;
- een grondgebied waarover wettelijk gezag kan worden uitgeoefend;
- een politieke en wettelijke organisatie waarvan de leiding claimt een onafhankelijke staat te vertegenwoordigen.

Het gaat om elf staten. Daarnaast staat de Republiek China in de lijst; China wordt als staat wel erkend, maar een deel van de staten van de wereld erkent de Republiek China op Taiwan als de legitieme Chinese regering. Vlaggen van opstandelingenbewegingen vallen niet onder bovenstaande definitie en zijn te zien in het artikel Vlaggen van gebieden met separatistische of irredentistische bewegingen.

## Vlaggen

### Leden van de Verenigde Naties die door enkele andere VN-leden niet erkend worden

Armenië: Vlag
Volksrepubliek China: Vlag
Cyprus: Vlag
Israël: Vlag
Noord-Korea: Vlag
Zuid-Korea: Vlag

### Leden van de Verenigde Naties die ooit niet erkend werden door andere VN-leden

Koeweit: Vlag
Mauritanië: Vlag
Verenigde Arabische Emiraten: Vlag

### Deels erkende landen met in de praktijk controle over hun territorium

Abchazië: Vlag
Kosovo: Vlag
Noord-Cyprus: Vlag
Republiek China: Vlag
Zuid-Ossetië: Vlag

### Deels erkende landen, grotendeels militair bezet

Palestina: Vlag
Sahrawi Arabische Democratische Republiek: Vlag

### Niet-erkende landen met in de praktijk controle over hun territorium

Somaliland: Vlag
Transnistrië: Vlag

### Niet-erkende landen met in de praktijk geen controle over hun territorium

Nagorno-Karabach: Vlag
Catalonië: Vlag
Itsjkerië: Vlag
Oost-Turkestan: Vlag
Tatarije: Vlag
Tibet: Vlag
Republiek der Zuid-Molukken: Vlag

Hoofdartikel: Vlaggen van de wereld      Portaal: Vlaggen en wapens
Vlaggen van A tot Z · Historische vlaggen · Handelsvlaggen van de wereld · Marinevlaggen van de wereld · Vlaggen van staten met beperkte erkenning · Vlaggen van internationale organisaties · Vlaggen van gebieden met separatistische of irredentistische bewegingen · Vlaggen van hoofdsteden · Vlaggenlijsten per land · Vlaggen van afhankelijke gebieden · Vlaggen van subnationale entiteiten · Vlaggen van gemeenten · Vlaggen van micronaties · Taalvlag
Zie ook: Vexillologie · Vlag · Vlaginstructie · Wimpel